# 日本車いすテニス協会
一般社団法人日本車いすテニス協会（にほんくるまいすてにすきょうかい、英: Japan Wheelchair Tennis Association）は、1991年、車いすテニスの普及を目的に設立された、この競技の日本国内における統括団体。略称、JWTA。日本パラスポーツ協会加盟団体。事務局所在地は熊本県荒尾市。

## 沿革
1986年、各地で開催される車いすテニスの国内大会の調整等のため、日本車いすテニス連絡協議会が発足、のちに日本車いすテニスプレーヤーズ協会に改組される。1989年、日本車いすテニス協会が組織され、1991年に日本車いすテニスプレーヤーズ協会と統合改組し、現在の日本車いすテニス協会となった。国際テニス連盟車いすテニス委員会の諮問機関、国際車いすテニス協会に加盟、日本国内のみならずアジア諸国でも車いすテニスの普及活動を行っている。
2015年、一般社団法人化。

## 主催大会
- NEC全日本選抜車いすテニス選手権大会